# Китбука
Это статья о монгольском полководце. О мамлюкском султане см.: аль-Адиль Китбуга
Китбука (монг. Хэтбуха, Хитбуха; 1184 — 3 сентября 1260; известен также как Кит-Бука, Китбуга, Кит-Буга, Кетбуга-нойон) — монгольский военачальник, государственный деятель, полководец. По происхождению найман. «Христианин по вере,.. человек, пользующийся большим уважением». Имел чин баурчи (стольника). Известен участием в ближневосточном походе Хулагу.

## Действия против исмаилитов
Сам Хулагу выступил с войсками из Монголии осенью 1253 года и перешёл Амударью в начале 1256. Но Китбука уже в августе 1252 года был отправлен с передовым отрядом в 12 тысяч человек против иранских исмаилитов-низаритов. Он пересёк реку в марте 1253 г. и приступил к завоеваниям в области Кухистан. С пятью тысячами конных и пеших воинов Китбука подступил к исмаилитской крепости Гирдекух. К маю 1253 г. монголы обвели крепость рвом и валом, чтобы из неё никто не мог вырваться; позади монгольского войска были проведены другие ров и вал для защиты от внешних нападений. Китбука оставил под Гирдекухом военачальника Бури, а сам ушёл к крепости Михрин и осадил её, расставив камнемёты. В августе Китбука подошёл к Шахдизу, «многих перебил», но не смог взять крепость и отступил. Тем временем, защитники Гирдекуха мужественно оборонялись и совершали вылазки, уничтожая войска противника. Китбука сделал новый набег на Гирдекух, однако не достиг успеха; крепость продержалась ещё долгие годы и была захвачена лишь в правление ильхана Абаги (1265—1282). Китбуке удалось занять Тун, Туршиз, Диз-и Михрин, Диз-и Кемали и, после трёхдневной битвы, Диз-и Шаль.
По прибытии в Персию Хулагу стал готовить крупномасштабное наступление на исмаилитов, поскольку их имам Рукн ад-Дин Хуршах не спешил сдавать свои главные крепости Меймундиз, Аламут и Люмбесер. Войска Китбуки и Негудер-огула должны были составить левое крыло армии, двигаясь из Хара и Семнана. Когда войска подошли к Меймундизу в ноябре 1256 г., Хулагу устроил военный совет, на котором решалось — осадить крепость или, в связи с зимней бескормицей, отступить до следующего года. Китбука вместе с некоторыми военачальниками высказался за осаду. Хуршах, понимая, что не в силах сопротивляться, сдал крепость без боя 20 ноября.

## Наступление на Багдад
В то время, когда Багдад, как и весь мусульманский мир, был ослаблен и переживал спад, внезапно у восточной стены города появилась армия монгольского предводителя Хулагу. Это произошло 12 числа месяца Мухаррам 656 года по хиджре. Хулагу сразу начал подготовку к долгосрочной осаде Багдада. В это же время прибывший с левой стороны города со своей армией Китбука начал осаждать Багдад с северо-восточной стороны.

## Война в Палестине

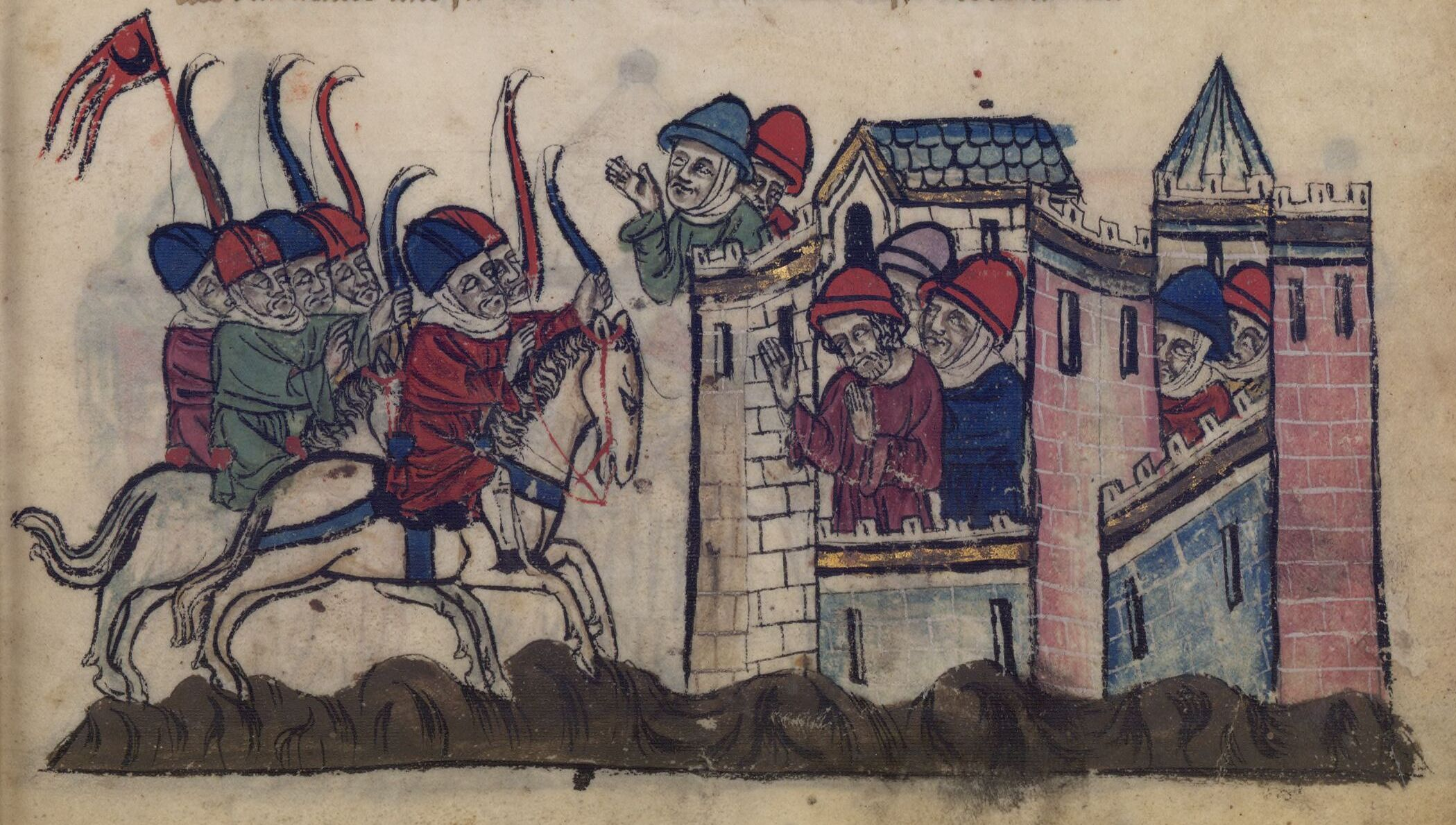
Осада монголами Сидона. Миниатюра из Вертограда историй стран Востока Гетума Патмича. Рукопись начала XIV века, Каталония

После того как Хулагу был вынужден в связи со смертью Мункэ отойти из Сирии в Персию, Китбука стал командующим оставшейся части войска (10 — 20 тыс.). В то время как он выказывал христианам дружелюбие, Жюльен Гренье, сеньор Сидона, из своего замка Бофор напал на Марж Айюн и захватил богатую добычу. Племянник Китбуки, не стерпев грабежа на контролируемых монголами землях, устремился вслед грабителям, но был уничтожен вместе со своим небольшим отрядом. В ответ Китбука осадил Сидон. Жюльен сражался перед городом, чтобы дать возможность населению спастись, а затем укрылся в морской цитадели. Монголы опустошили нижний город, снесли крепостные стены, но не стали атаковать замки на суше и море.
Получив подкрепления от союзных армян и грузин, Китбука, вопреки приказу Хулагу оставаться на месте, продолжил завоевания из Сирии на юг — в Палестину. Не приняв мер предосторожности, он зашёл на вражескую территорию на 10 дней пути южнее Иерусалима. Ему навстречу двинулась армия египетских мамлюков под командованием Кутуза и Бейбарса. 3 сентября 1260 года в битве при Айн-Джалуте монгольское войско потерпело поражение, а Китбука попал в плен и был казнён.

## Образ в искусстве

### В казахском фольклоре
Устные генеалогические предания связывают происхождение Кетбуги из подрода найманов — баганалы. Известен также как — Улуг-Джирчи, бий, жырау, кюйши, персонаж исторических легенд. Отцом Кетбуги вместе с его братом Келбугой называют — Домбауыл бия. У Кетбуги был единственный сын — Батыл.
В книге «Шаджарат Ал-Атрак» («Родословие тюрков»), которая была составлена неизвестным автором в 861 (1457) году, сообщается, что когда никто не осмелился донести Чингисхану о смерти его первенца Джучи, погибшем во время охоты, Кетбуга по прозвищу «Улуг-Джирчи» («Ұлы Жыршы», «Аталық жырау» — великий сказитель жыров), который был приближенным и одним из эмиров Чингисхана, взял на себя эту тяжелую ношу и первым сообщил тому о смерти Джучи, исполнив кюй «Ақсақ құлан» («Хромой кулан»).
Кетбуга упоминается в следующих произведениях:
- «Ақсақ құлан» («Хромой кулан») (о гибели Джучи на охоте)
- «Ай-ханым»
- «Ақсақал»
- «Ел бірлігі»
- «Жан сауға»
- «Жошы хан жортуы»
- «Жылан қайыс»
- «Кетбұқа»
- «Күйдім-жандым»
- «Қаралы белдік мойнымда, сауға, Шыңғыс, сауға»
- «Нарату»
- «Нар идірген»
- «Нар шөккен»
- «Сынған бұғы» («Сломленный олень») (о гибели сына Кетбуги — Батыла в походе на Китай)
- «Терісқақпай»[13].

## Память
- В 2017 году акыну и полководцу Кет-Буге открыли памятник в городе Жезказган Карагандинской области Республики Казахстан[14][15].